# Niels Hemmingsen
|  | Denne artikel omhandler teologen Niels Hemmingsen. Agenten for Forsvarets Efterretningstjeneste er beskrevet i artiklen Niels Hemmingsen (FE-agent) |
Niels Hemmingsen var dansk teolog (født maj/juni 1513, død 23. maj 1600).
Han var født i Errindlev på Lolland i en bondefamilie, gik i latinskole i bl.a. Nysted, Nykøbing F. og Roskilde og studerede fra 1537 til 1542 ved universitetet i Wittenberg, hvor især Philipp Melanchthons humanistisk betonede teologi gjorde et stærkt indtryk på ham. I 1543 blev han professor i græsk ved Københavns Universitet og i 1553 professor i teologi. Han fik stor indflydelse som underviser og var samtidig rådgiver for kongen og rigsrådet.
Også internationalt gjorde han sig gældende i den protestantiske del af Europa, og hans teologiske skrifter fik stor udbredelse og blev oversat til flere europæiske sprog. Niels Hemmingsen må anses for at være den danske teolog, der har opnået den største berømmelse uden for landets grænser. Han var også flere gange rektor for universitetet og stod i venskabsforhold til mange af tidens betydende personer, både af de mægtige og de lærde.
Men i 1572 kom han i vanskeligheder, idet han tilsluttede sig reformatoren Calvins nadverlære, og han kom dermed i modstrid med den lutherske opfattelse. I 1576 følte han sig tvunget til at tilbagekalde sine synspunkter, og det skal også siges, at han hele tiden indædt havde bekæmpet den calvinistiske lære om dobbelt prædestination. Mistænkeliggørelsen ophørte dog ikke, og i 1579 blev han af Frederik 2. afsat fra universitetsembedet og forsat til et kannikeembede i Roskilde, hvor han levede som en højt anset person til sin død.